# Mordfall Andrew Kissel
Der Mordfall Andrew Kissel ereignete sich in der Nacht vom 2. auf den 3. April 2006 in Greenwich, Connecticut. Der 46-jährige Immobilienentwickler Andrew M. Kissel, dem als vom FBI überführten Millionenbetrüger eine mehrjährige Freiheitsstrafe drohte, wurde mit mehreren Stichwunden am Rücken im Keller seines Mietshauses aufgefunden. Der Fall erregte aufgrund einer offen ausgetragenen Familienfehde und des zweieinhalb Jahre zuvor geschehenen, aber nicht mit dieser Tat zusammenhängenden Mordes an Andrews Bruder Robert mediales Aufsehen.

## Biografie

### Kindheit und Jugend
Andrew Michael Kissel kam am 23. August 1959 zur Welt und wuchs als ältestes von drei Kindern in wohlbehüteten Verhältnissen in New Jersey auf. Vater Bill war in der chemischen Industrie tätig und produzierte Toner im eigenen Unternehmen. Nachdem der kommerzielle Erfolg gekommen war, übersiedelte er die Familie auf ein großes Anwesen in Saddle River rund 35 Kilometer nordwestlich von New York City. Während Bruder Robert als extrovertiert und tüchtig galt, wurde Andrew rückblickend als introvertiert und schon in jungen Jahren auf Statussymbole bedacht, beschrieben. Nach der Highschool wechselte er nicht sofort ans College, begann später aber ein Studium an der Boston University. Zu seinem Vater hatte er ein schwieriges Verhältnis und ließ diesen über seinen Studienabschluss im Unklaren.

### Finanzbetrügereien
Kissel begann als Immobilienmakler zu arbeiten. In Stratton, Vermont, lernte er die ehemalige Weltklasse-Freestyle-Skierin und angehende Finanzanalystin Hayley Wolff kennen, die Schwester Jane Ballettunterricht gab. Andrew und Hayley heirateten 1992 und bezogen eine Genossenschaftswohnung an der New Yorker Upper East Side, wo sie zwei gemeinsame Töchter aufzogen. Kissel gründete ein eigenes Unternehmen namens Hanrock und erwirtschaftete mit der Entwicklung von Immobilien, insbesondere dem An- und Verkauf unscheinbarer Objekte in Hudson County, ein Millionenvermögen. Ab 1995 war er Schatzmeister seiner Genossenschaft und begann, diese Machtposition für sich zu nutzen. Während er ein Leben im Reichtum mit Yacht, teuren Autos und Luxuswohnung führte, transferierte er über Scheinfirmen aufgeblasene Löhne auf sein eigenes Bankkonto. Erst nach mehreren Jahren entdeckte der Vorstand diese Machenschaften und Kissel musste den Mitgliedern nach außergerichtlicher Einigung 4,7 Millionen Dollar zurückzahlen.
In der Folge zog Kissel mit seiner Familie nach Greenwich, Connecticut, wo er als Großinvestor in Erscheinung trat. Im November 2003 betäubte und erschlug Andrews Schwägerin Nancy seinen Bruder Robert, der in Hongkong als Investmentbanker erfolgreich war. Nachdem Bill Kissel Druck auf Nancys Familie ausgeübt hatte, übernahmen Andrew und Hayley das Sorgerecht für die drei Kinder seines Bruders. Mit Alkohol- und Drogenkonsum entfremdete sich Kissel, der außerdem eine Affäre hatte, zunehmend von seiner Frau, die im Februar 2005 die Scheidung einreichte. Hayley vermutete zudem ein Ponzi scheme hinter den finanziellen Erfolgen ihres Mannes und sicherte ihrer Schwägerin Jane per E-Mail zu, ihr Roberts Kinder zu überlassen. Später änderte sie ihre Meinung jedoch, was zum Zerwürfnis zwischen ihr und ihrer langjährigen Freundin Jane führte. Einen gerichtlichen Sorgerechtsstreit entschied Jane schließlich für sich. Nachdem das FBI Kissel Diebstahl von Hypothekengeldern in Höhe von 34 Millionen und Immobilienerlöse privater Investoren in Höhe von sieben Millionen Dollar in drei Staaten nachgewiesen hatte, musste er mit elektronischer Fußfessel zuhause bleiben. Die Kissels verloren sämtliche Immobilien, darunter ihre Wohnung in New York sowie ein Wochenendhaus in Vermont und mussten, weil sie die Miete nicht mehr aufbringen konnten, auch ihr Haus in Greenwich räumen.

## Mordfall
Anfang April 2006 stand die Urteilsverkündung im Fall Kissel unmittelbar bevor. Obwohl er bereit war, sich schuldig zu bekennen, sah das Strafmaß eine Freiheitsstrafe von mindestens acht Jahren vor. Zudem hatte der Bezirksstaatsanwalt von Manhattan angekündigt, Kissel für seinen Jahre zurückliegenden Genossenschaftsbetrug vor Gericht bringen zu wollen. Weil er keine andere Übernachtungsmöglichkeit mehr hatte, bat Andrew seine Noch-Ehefrau ihm ein Bett im Mietshaus in Greenwich zu lassen. Am Morgen des 3. April fanden Mitarbeiter einer Umzugsfirma im Keller des Hauses Andrew Kissels blutüberströmte Leiche. Füße und Hände waren gefesselt, das T-Shirt über den Kopf gezogen, der Rücken wies mehrere Stichwunden auf. Die Polizei leitete noch am selben Tag Mordermittlungen ein.
Medien wie das New York Magazine spekulierten daraufhin über die Todesumstände. So wurde etwa ein assistierter Suizid, um den beiden Töchtern im Alter von acht und sechs Jahren eine Lebensversicherungsprämie zu vererben, in den Raum gestellt. Auch galt Hayley Wolff, die in ihrer E-Mail-Korrespondenz mit Andrews Schwester Jane Mordfantasien gegenüber ihrem Mann geäußert hatte, anfangs als verdächtig. Bill Kissel nannte seine Schwiegertochter außerdem „moneygrubbing bitch“ (geldgierige Schlampe) und gab ihr die Schuld für den ausschweifenden Lebensstil seines Sohnes. Schließlich fiel der Verdacht auf Kissels Fahrer und Assistenten sowie letzten Angestellten, Carlos Trujillo, einen 45-jährigen Kolumbianer. Wie sich herausstellte, hatte Kissel ein halbes Jahr vor seinem Tod begonnen, mithilfe von Trujillo und dessen Familie Vermögenswerte vor den Behörden zu verbergen. In einem ersten Mordprozess wurde Trujillo freigesprochen, bekannte sich später aber des versuchten Mordes schuldig. Sein Cousin und Mitverschwörer Leonard sagte aus, Carlos habe ihm für den Mord 11.000 Dollar und einen Computer geboten. Obwohl der zum Tatzeitpunkt 19-Jährige angab, den Plan verworfen zu haben, bekannte er sich des Manslaughter und Mordkomplotts schuldig. Carlos wurde im Dezember 2010 zu sechs Jahren Haft und anschließender Abschiebung in sein Herkunftsland, Leonard Trujillo im April 2011 zu einer Freiheitsstrafe im Ausmaß von 20 Jahren verurteilt. Trotz Abschluss des Falls herrschte bei den Behörden Unsicherheit darüber, wer letztlich für den Tod Kissels verantwortlich war.

## Rezeption
Der Mordfall Andrew Kissel erzeugte an der US-Ostküste ein großes Medienecho. Zeitungen wie die New York Times oder die lokale Greenwich Time berichteten umfassend von den Ermittlungen und durchleuchteten die Hintergründe des Immobilienmillionärs. Das New York Magazine widmete Andrew Kissel und seiner Familie unter dem Titel Kissels Of Death eine umfassende Story und erinnerte dabei auch an den im November 2003 geschehenen Mord an Robert Kissel.
Bereits zwei Jahre nach dem Mord an Andrew Kissel und drei Jahre vor Abschluss des Falls durch die Behörden wurde der Stoff um die beiden Brüder im Auftrag des Kabelsenders Lifetime Television verfilmt. In den Hauptrollen von The Two Mr. Kissels sind John Stamos als Andrew, Anson Mount als Robert, Robin Tunney als Nancy, Chuck Shamata als Bill Kissel und Gretchen Egolf als Hayley Wolff zu sehen. Der Fernsehfilm feierte im November 2008 Premiere. Im deutschsprachigen Raum war er unter dem Titel Die Robert und Andrew Kissel Story auf Sky Cinema und SRF zwei zu sehen.